# Quarto Hanazono
O quarto Hanazono, oficialmente Quarto Hanazono Nº. 136, é um quarto de apartamento com uma piscina interior localizado no andar mais alto do Condomínio Sun Mall Crest no distrito de Sinjuku em Tóquio, Japão. Operado pelo P-Studio, a piscina interior na unidade era o local de vários sketches pornográficos japoneses com temas de natação e relações na piscina. Com a sua associação a pornografia japonesa, a piscina interior dentro do Quarto Hanazono ficou conhecida como Aquela Piscina na subcultura da internet.

## Localização
A morada de Sun Mall Crest onde o Quarto Hanazono fica é na Hanazonodori Road, 1-19-10 Distrito de Shinjuku, Tóquio. Á frente ficava a Escola Primária Hanazono. Era acessível da Estação Shinjuku-gyoemmae por onde a Linha Marunouchi do Metro de Tóquio passa.

## História "Aquela Piscina"

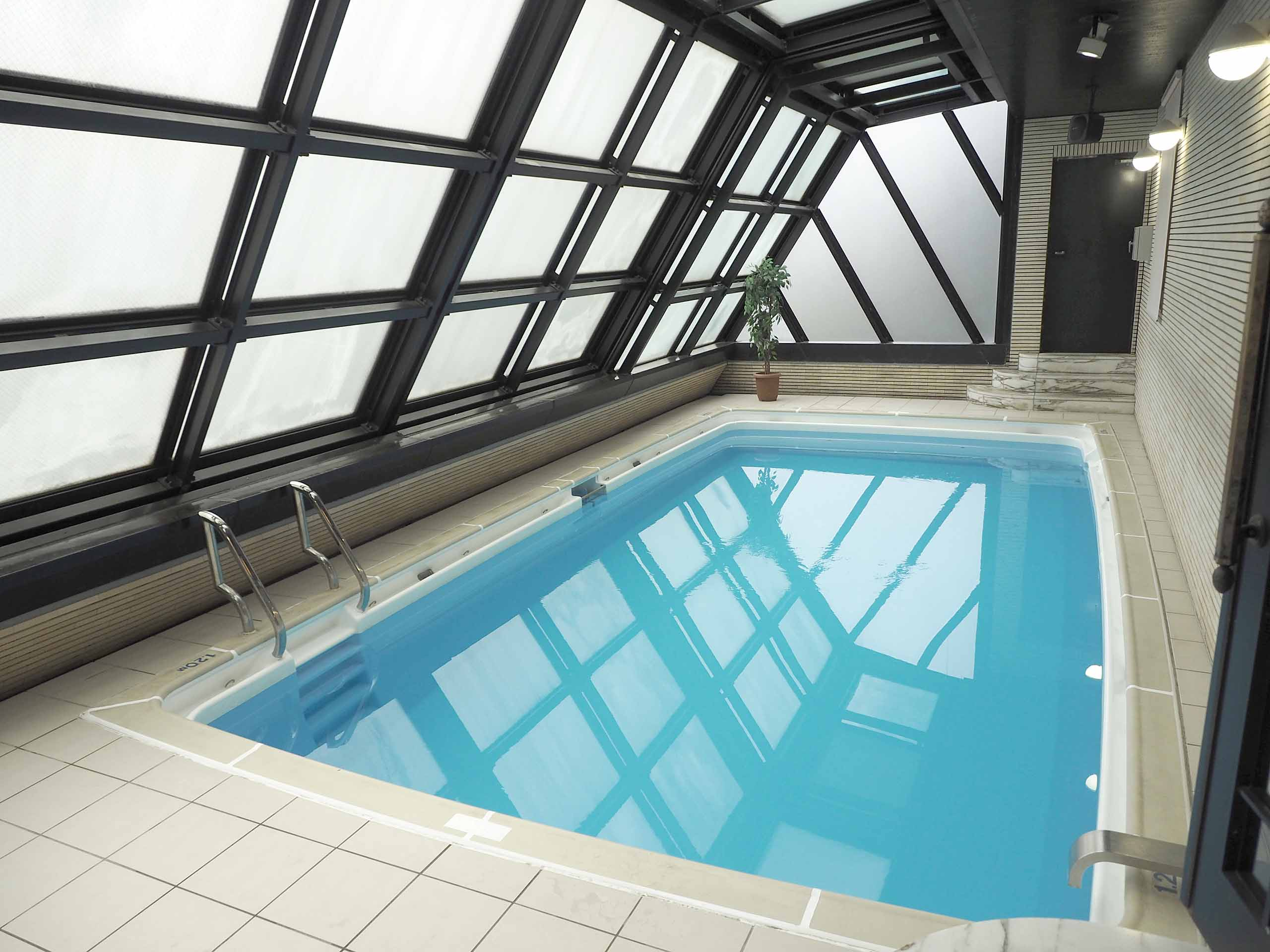
"Aquela Piscina"

Embora o Condomínio multiusos Sun Mall Crest tenha sido construído e completo em 1988 em Shinjuku, o Quarto Hanazono Nº. 136 incluindo a sua piscina de lazer interior que em breve se tornaria popular foi na verdade cosntruído por volta do ano 2000 quando o Japão estava a recuperar dos efeitos do desastre imobiliário da década de 90. Tornou-se uma unidade de apartamentos para o ator Kouji Ishizaka embora ele alegue que viveu no andar de baixo e o quarto na verdade era de outro ator Kon Ichikawa, ambos que se mudaram hà muito tempo das suas unidades, e depois o P-Studio adquiriu o quarto e começou a aluga-lo a  estúdios próximos. Devido à sua proximidade com empresas de gravura japonesas e estúdios pornográficos e devido ao seu orçamento mais reduzido, resultando em opções limitadas de locais de filmagem, começando em 2004 e pelo meado e fim dos anos 2000 a piscina interior no Quarto Hanazono foi -se frequentemente usada como fundo para sessões fotográficas de fatos de banho e filmes pornográficos de baixo orçamento.
Com imagens da piscina do Quarto Hanazono capturadas de filmes pornográficos circulando na comunidade local japonesa na internet no fim dos anos 2000, ela começou a ser referida como "Aquela Piscina" (あのプール, ano pūru) e "A Piscina" (例のプール, rei no pūru) entre os círculos japoneses na internet, mais especialmente no 2channel e Niconico. Pouco depois, meios de comunicação começaram-se a referir à piscina como "Aquela Piscina". À medida que os nomes da piscina se tornaram populares nos meios de comunicação locais, o P-Studio que a opera eventualmente adaptou o nome "Piscina Exemplo". Em algum momento durante 2011, vários segmentos do drama tokusatsu, Kamen Rider Fourze também contava com a piscina, resultando em ainda mais fama da piscina na mídia. Com a disseminação massiva de filmes pornográficos japoneses na Internet por volta do início de 2010 em diante, incluindo os filmes pornográficos à beira da piscina com o tema da natação que foram filmados na piscina, "Aquele Quarto" finalmente ganhou seguidores globais e acabou por se tornar um meme e uma piada bem conhecida da Internet à medida que segmentos da comunidade global da Internet se familiarizaram gradualmente com o design único do seu redor em relação ao seu estatuto de culto na web, especificamente no que diz respeito à indústria pornográfica japonesa.
Após quase duas décadas de utilização de meios pornográficos, a 11 de agosto de 2020, as empresas de estúdios pornográficos deixaram finalmente de utilizar a piscina do Quarto Hanazono por a considerarem "virtualmente proibida" para filmagens de vídeos para adultos. Isto aconteceu depois de o P-Studio ter anunciado que iria aumentar drasticamente a taxa de operação e manutenção da piscina devido à necessidade de a desinfetar de "fluidos corporais" resultantes de filmagens pornográficas no seu interior, o que significa que as empresas de estúdios pornográficos não poderiam mais acompanhar as despesas operacionais na rodagem dos seus filmes. No entanto, a piscina interior ainda é utilizada para sessões fotográficas de modelos de gravura e trailers promocionais de filmes pornográficos que não se realizam na piscina.